# Simulacri
Simulacri (SimulacreS) è un regolamento francese per gioco di ruolo generico, creato da Pierre Rosenthal, pubblicato inizialmente da Jeux Descartes e successivamente in una serie di speciali allegati alla rivista Casus Belli. È stato tradotto in italiano dalla Nexus Editrice nel 1993. Il manuale dell'edizione italiana offre un apparato di regole che consentono la gestione di una partita con qualsiasi scenario e con qualsiasi personaggio, dal Fantasy alla Fantascienza.

## Introduzione
Simulacri ha l'indubbio pregio di avere un sistema di gioco semplicissimo e facile da imparare. In appena sei pagine viene spiegato tutto sulla creazione dei personaggi e sulle meccaniche di gioco. Il resto del manuale sono ambientazioni pre-generate e partite di prova nelle quali muovere i primi passi nel mondo del Gioco di Ruolo.

## Sistema di gioco
La creazione dei personaggi avviene mediante la spesa di punti abilità in tre ambiti:
- Le componenti (composantes), che sono elementi che compongono gli individui, suddivisi in: corpo, istinto, cuore e mente. Il giocatore ha a disposizione 18 punti da spendere nelle componenti, con valori che vanno da 3 a 6.
- I mezzi (moyens), attraverso cui le componenti possono esternarsi, suddivisi in: percezione, azione, desiderio e resistenza. Il giocatore ha a disposizione 10 punti da spendere nei mezzi, con valori che vanno da 0 a 4[1].
- I regni, cinque elementi esterni attraverso cui corpo e mezzi possono agire, suddivisi in: minerale, vegetale, animale, umano e meccanico. Ogni personaggio ha un valore di affinità con ognuno di essi che va da 0 a 2.

L'uso uno di questi elementi combinati, sommati al tiro di due dadi a sei facce danno il risultato se l'azione è uscita o meno. Ad esempio cercare di convincere un Personaggio non giocante di qualcosa comporta l'utilizzo della mente sommata all'azione sommata all'umano. Il combattimento e le azioni contrapposte avvengono con lo stesso sistema. I danni inflitti dalle armi sono fissi e il tiro dei dadi è riservato unicamente alla riuscita o meno delle azioni.

## Pubblicazioni
Il gioco fu inizialmente autopubblicato da Pierre Lejoyeux nel 1988 e quindi pubblicato ufficialmente da Jeux Descartes.
Jeux Descartes pubblicò quattro ambientazioni, ognuna delle quali comprendeva le regole, la descrizione dell'ambientazione e uno scenario. Il manuale era compreso in una scheda in cartoncino che poteva essere usata come schermo del master. 
- Pierre Lejoyeux (1990). Ceux des profondeurs (illustrazioni di Jean-Denis Pendanx). Fanstastico contemporaneo nello stile di Howard Phillips Lovecraft
- Pierre Rosenthal e Jean-Pierre Pécau (1990). Cyber Age: 30 minutes dans le futur (illustrazioni di Pierre Rosenthal e Émile Gutierrez). Ambientazione cyberpunk.
- Tristan Lhomme e Pierre Rosenthal (1990). Aventures Extraordinaires & Machinations Infernales. Ambientazione steampunk nella Francia del Secondo Impero, con un accento particolare sui racconti di Jules Verne.
- Pierre Rosenthal e Jean-Pierre Pécau (1991). Capitaine Vaudou (illustrazioni di Rolland Barthélémy). Un'ambientazione di filibustieri e magia vudù

Il gioco fu quindi pubblicato in una serie di numeri speciali di Casus Belli che contengono le regole e uno o più universi.
- SimulacreS (numero speciale 1, 4º trimestre 1988). Sette ambientazioni (medievale/fantastico, avventura, horror psicologico, space opera, serie televisiva e spionaggio)
- SimulacreS (numero speciale 10, marzo 1994). Quattro ambientazioni space opera, fantastico-medievale, horror e serie televisiva.
- SangDragon (numero speciale 11, aprile 1994). Ambientazione fantastico-medievale che descrive l'arcipelago di Malienda (un fumetto)
- Tristan Lhomme, Pierre Rosenthal e Jean-Pierre Pécau Cyber Age: 28 minutes dans le futur (numero speciale 16, settembre 1995, illustrazioni di Pierre Le Pivain, Philippe Gauckler (copertina), Éric Gutierrez e Éric Puech). Seconda edizione di Cyber Age già pubblicato da Jeux Descartes.

In Italia il regolamento di Simulacri è stato usato come base per due altri giochi:
- un'edizione del gioco di ruolo di Ken il guerriero[2]. Inizialmente pubblicato durante il 1994 sulla rivista Kaos come ambientazione da utilizzare con il manuale di Simulacri, nella primavera del 1995 è divenuto un gioco autonomo. Il regolamento è diventato più completo a scapito della semplicità delle regole. Il sistema dei danni fissi è stato migliorato con una tabella basata su categorie di danno (utilizzata nell'ambientazione per mostrare la diversa mortalità dei colpi). Allo stesso modo i personaggi smettono di essere semplicemente un insieme generico di PV (punti vita), in quanto ogni zona del corpo dei guerrieri diventa un punto che può essere colpito e che possiede un proprio numero di punti. Successivamente il gioco di ruolo venne ripubblicato a fascicoli dalla Hobby & Work, allegato alle videocassette dell'edizione home video[3].
- un'ambientazione basata sul manga Nausicaä della Valle del vento di Hayao Miyazaki.[2]